# Psychotria cerronis
Psychotria cerronis är en måreväxtart som beskrevs av Julian Alfred Steyermark. Psychotria cerronis ingår i släktet Psychotria och familjen måreväxter. Inga underarter finns listade i Catalogue of Life.